# Gumba (Nepal)
Gumba – village development committee w środkowej części Nepalu w strefie Bagmati w dystrykcie Sindhupalchowk. Według nepalskiego spisu powszechnego z 2001 roku liczył on 651 gospodarstw domowych i 3348 mieszkańców (1617 kobiet i 1731 mężczyzn).